# Disco/Episodenliste
Diese Liste der disco-Sendungen zählt die präsentierten Musiktitel aller ausgestrahlten Sendungen der ZDF-Musikshow disco auf. Der Titel modifizierte sich über die Laufzeit der Show durch Anhängen des laufenden Kalenderjahres von disco 71 bis zu disco 82. Die Liste nimmt diese Gliederung auf. Da die Originalsendungen nicht mehr zur Verfügung stehen, fehlen möglicherweise Titel, für die in den Wiederholungen keine Ausstrahlungsrechte vorliegen. Moderiert wurde die insgesamt 133 Sendungen umfassende Show von Ilja Richter.
Während die hier als 50. bzw. 100. gekennzeichnete Episode auch bei der Erstausstrahlung als solche gefeiert wurde, wurde die hier und bei späteren Wiederholungen als 127. ausgewiesene Episode ursprünglich als 125. Jubiläum begangen.

## 1971
| Nr. | Datum                         | Künstler – Lied | Sketchgäste      |
| --- | ----------------------------- | --- | ---------------- |
| 1   | 13. Februar 1971              | - Shocking Blue – Shocking You - Andy Kim – Be My Baby - Creedence Clearwater Revival – Lookin’ out My Back Door - Dana – Who Put the Lights Out? - The Kinks – Apeman - Lulu – You’ve Got to Believe in Love - Ilja Richter – Ich möchte barfuß über den Broadway tanzen - Dave Edmunds – I Hear You Knocking - Christie – San Bernadino - Petula Clark – The Song of My Life - Alfie Khan – She’s Coming Back |                  |
| 2   | 13. März 1971                 | - Edison Lighthouse – It’s Up to You Petula - Mary Roos – Sing noch mal dieses Lied - Mary Roos – In Gedanken - Mary Roos – Ich geh zurück in die Zeit - Mungo Jerry – Baby Jump - Gilbert O’Sullivan – Nothing Rhymed - Neil Diamond – Cracklin’ Rosie - Pickettywitch – Baby, I Won’t Let You Down - Ilja Richter – Tip Tap in die Tulpen (als Version von Tiny Tim Tiptoe Through The Tulips) - The Tremeloes – Right Wheel, Left Hammer, Sham - Giorgio – Underdog - Tom Jones – She’s a Lady - Nanette – Everybody’s Singing Like Now |                  |
| 3   | 8. Mai 1971                   | - Hotlegs – Desperate Dan - Miguel Ríos – Like an Eagle - Badfinger – No Matter What - Sheila McKinlay – And When the War Is Over - Cliff Richard – Sunny Honey Girl - The Rattles – You Can’t Have Sunshine Everyday - Anna-Lena – Das Lied vom Glück - The Mixtures – Pushbike Song - Lynn Anderson – Rose Garden - The Hollies – Too Young to Be Married |                  |
| 4   | 5. Juni 1971                  | - Bourbon Family – Acapulco Gold - Joe Dolan – Sometimes a Man Just Has to Cry - Clodagh Rodgers – Jack in the Box - Dave Dee – Wedding Bells - T. Rex – Hot Love - Samantha Jones – Sweet Inspiration - Bill & Buster – Hold On to What You’ve Got - Thomas Hock – Ein neuer Tag - The Rolling Stones – Brown Sugar - Ricky Shayne – Ginny Come to Me |                  |
| 5   | 3. Juli 1971                  | - Neil Diamond – I Am… I Said - Tony Christie – I Did What I Did for Maria - Lulu – Everybody Clap - Danyel Gérard – Butterfly - Price & Fame – Rosetta - Brotherhood of Man – You and I - Chris Andrews – Michigan River - Olivia Newton-John – If Not for You - Glen Campbell – Dream Baby - The Move – Tonight |                  |
| 6   | 14. August 1971               | - Middle of the Road – Chirpy Chirpy Cheep Cheep - Susan Shirley – True Love and Apple Pie - Mungo Jerry – Lady Rose - Frumpy – Life without Pain - J. Bastos – Loop di Love - Status Quo – Tune to the Music - Ireen Sheer – Oh Holiday - McGuinness Flint – Malt and Barley Blues - The Who – Won’t Get Fooled Again - Drafi Deutscher – United | - Janina Richter |
| 7   | 11. September 1971 (IFA 1971) | - Bob and Marcia – Pied Piper - Barry Ryan – Red Man - Middle of the Road – Tweedle Dee, Tweedle Dum - Miguel Ríos – United - Sweet – Co-Co - The Tremeloes – Hello Buddy - Clodagh Rodgers – Tangerines - Andy Williams – Schicksalsmelodie - The Rattles – Devil’s on the Loose - Cindy & Bert – Ich fand eine Hand | - Janina Richter |
| 8   | 9. Oktober 1971               | - Shocking Blue – Blossom Lady - Les Humphries Singers – We Are Goin’ Down Jordan - Creedence Clearwater Revival – Sweet Hitch-Hiker - Gitte – Regenbogen - Dawn – Candida - Dawn – Knock Three Times - Dawn – What Are You Doing Sunday? - Jimmy Cliff – Goodbye Yesterday - Sheila McKinlay – Ich geh’ mit dir - T. Rex – Get It On (Top of the Pops) - The Hollies – Hey Willy - New Seekers – Never Ending Song of Love |                  |
| 9   | 13. November 1971             | - The Tremeloes – Silence Is Golden - Chris Andrews – Yesterday Man - Shirley Bassey – Something - Ricky Shayne – Ich sprenge alle Ketten - Christie – Yellow River - Dave Dee – My Woman’s Man - Marion – Er ist wieder da - Barry Ryan – Eloise - Bobbie Gentry – Raindrops Keep Falling on My Head - The Troggs – With a Girl Like You |                  |
| 10  | 11. Dezember 1971             | - The Fortunes – Freedom Come, Freedom Go - Ricky Shayne – Mamy Blue - Cilla Black – Something Tells Me - Peret – Borriquito - Jack White – Mit all deiner Liebe - Slade – Coz I Luv You - Marion Maerz – Auf dieser Erde - Rod Stewart – Maggie May - Love Generation – Love for Everybody | - Janina Richter |

## 1972
| Nr. | Datum                          | Künstler – Lied | Sketchgäste      |
| --- | ------------------------------ | --- | ---------------- |
| 11  | 15. Januar 1972                | - T. Rex – Jeepster - Michael Holm – Du weinst um mich - Middle of the Road – Soley, Soley - Christian Anders – Das schönste Mädchen, das es gibt - Olivia Newton-John – Banks of the Ohio - Deep Purple – Fireball - Mary Roos – So leb dein Leben - Tony Christie – Amarillo - Union Express – Ring a Ring of Roses | - Janina Richter |
| 12  | 12. Februar 1972               | - Sunday People – I’ve Found My Freedom - Tony – Mädchen mit roten Haaren - Bee Gees – My World - New Lords – We Go Out in the Sunshine - Ekseption – Peace Planet - Daisy Clan – Let It Happen Tonight - Danyel Gérard – Harlekin - Dionne Warwick – They Long to Be (Close to You) - The Tremeloes – Too Late (To Be Saved) | - Janina Richter |
| 13  | 11. März 1972                  | - Los Pop Tops – Suzanne, Suzanne - Peter Maffay – Frieden - Sweet – Poppa Joe (Top of the Pops) - Helen Reddy – No Sad Song - Plus One – Mrs. Ippi - Christian Anders – Es fährt ein Zug nach Nirgendwo - Jimi Hendrix – Johnny B. Goode - Mary Roos – Nur die Liebe läßt uns leben - Windows – How Do You Do? - Daliah Lavi – Ich glaub’ an die Liebe - The New Seekers – I’d Like to Teach the World to Sing | - Janina Richter |
| 14  | 8. April 1972                  | - Congregation – Softly Whispering I Love You - Barry Ryan – Zeit macht nur vor dem Teufel halt - Chicory Tip – Son of My Father - Katja Ebstein – Wir leben, wir lieben - Mouth & MacNeal – How Do You Do? - The Cats – One Way Wind - Tony Marshall – Schöne Maid - Middle of the Road – Sacramento - Les Humphries Singers – Old Man Moses - Porträt über Marianne Rosenberg | - Janina Richter |
| 15  | 29. April 1972                 | - George Baker Selection – Holy Day - Juliane Werding – Am Tag, als Conny Kramer starb - T. Rex – Telegram Sam (Top of the Pops) - Petula Clark – I Don’t Know How to Love Him - Daniel Boone – Beautiful Sunday - Cilla Black – The World I Wish for You - Don McLean – American Pie - Sandra & Andres – Was soll ich tun? | - Janina Richter |
| 16  | 27. Mai 1972                   | - Tony Marshall – Komm, gib mir deine Hand - The Hollies – The Baby - New Seekers – Beg, Steal or Borrow - Su Kramer – Holy Moses - Heino – Carneval in Rio - Uriah Heep – The Wizard (Top of the Pops) - Inga & Wolf – Gute Nacht, Freunde - Tony Christie – Don’t Go Down to Reno - Vicky Leandros – Après toi - Vicky Leandros – Dann kamst du - Chicory Tip – What’s Your Name? | - Janina Richter |
| 17  | 24. Juni 1972                  | - The Tremeloes – I Like It That Way - Peter Orloff – Einer hat dich lieb - Deep Purple – Never Before - Phil & John – Hello Mary Lou - Nina & Mike – Was wird sein in sieben Jahren? - T. Rex – Metal Guru (Top of the Pops) - Peter Maffay – Wo bist du? - Middle of the Road – The Talk of All the USA - Middle of the Road – Samson & Delilah - Porträt über Michael Holm | - Janina Richter |
| 18  | 22. Juli 1972                  | - Shocking Blue – Inkpot - Peggy March – Es ist schwer dich zu vergessen - Sweet – Little Willy (Top of the Pops) - Mike Brant – Qui saura - Roberto Blanco – Der Puppenspieler von Mexiko - Debbie – Everybody Join Hands - Neil Diamond – Song Sung Blue - Cardinal Point – Mama, Papa - Porträt über Peggy March | - Janina Richter |
| 19  | 19. August 1972                | - The Cats – Let’s Dance - Bata Illic – Michaela - Pop Tops – Hideaway - Monica Morell – Ich fange nie mehr was an einem Sonntag an - Windows – Tell Me Baby - Mouth & MacNeal – Hello-A - Windows + Mouth & MacNeal – How Do You Do - Bob Dylan – Blowin’ in the Wind - George Harrison – My Sweet Lord - Les Humphries Singers – Take Care of Me | - Janina Richter |
| 20  | 16. September 1972 (Rückblick) | - Love Generation – Love for Everybody - Dana – Who Put the Lights Out? - Joe Dolan – Sometimes a Man Just Has to Cry - Middle of the Road – Chirpy Chirpy Cheep Cheep - Danyel Gérard – Harlekin - Ekseption – Peace Planet - Olivia Newton-John – Banks of the Ohio - The Fortunes – Freedom Come, Freedom Go - Samantha Jones – Sweet Inspiration - Mouth & MacNeal – How Do You Do? - T. Rex – Jeepster - New Seekers – I’d Like to Teach the World to Sing - Les Humphries Singers – Old Man Moses - Slade – Coz I Luv You - Tony Marshall – Schöne Maid - Katja Ebstein – Wir leben, wir lieben - Neil Diamond – I Am… I Said - Ricky Shayne – Mamy Blue - Mary Roos – So leb dein Leben - Porträt über Ilja Richter | - Janina Richter |
| 21  | 14. Oktober 1972               | - Golden Earring – Buddy Joe - Tony Marshall – Ich fang für euch den Sonnenschein - Alice Cooper – School’s Out (Top of the Pops) - Marion Maerz – Es ist so gut - Gus Backus – Da sprach der alte Häuptling - Hawkwind – Silver Machine - Wir – David und Goliath - Dr. Hook & the Medicine Show – Sylvia’s Mother - Chris Roberts – Love Me - Gary Glitter – Rock ’n’ Roll Part 2 | - Janina Richter |
| 22  | 11. November 1972              | - Blackfoot Sue – Standing in the Road - Daniel Boone – Annabelle - T. Rex – Children of the Revolution - Séverine – Monsieur le Géneral - Uriah Heep – Easy Living - Danyel Gérard – Meine Stadt (von Japan nach Amerika) - Chris Andrews – Pretty Belinda - The Sweet – Wig-Wam Bam (Top of the Pops) - Dimitri – Poor Soul - Les Humphries Singers – Mexico | - Janina Richter |
| 23  | 9. Dezember 1972               | - Slade – Mama Weer All Crazee Now - Christian Anders – Sechs Uhr früh in den Straßen - Three Dog Night – Black and White - Tina York – Einer wird kommen - Phil & John – Du oder keine - Joe Dolan – You’re Such a Good Looking Woman - Dunja Rajter – Malaika - Ricky Shayne – Delta Queen - Middle of the Road – Bottoms Up - Porträt über Peter Maffay | - Janina Richter |

## 1973
| Nr. | Datum                         | Künstler – Lied | Sketchgäste |
| --- | ----------------------------- | --- | --- |
| 24  | 6. Januar 1973                | - George Baker Selection – I’m on My Way - Marianne Rosenberg – Jeder Weg hat mal ein Ende - Peter Maffay – Angela - Pegasus – Handy Man - Heino – Blau blüht der Enzian - Gilbert O’Sullivan – Clair - Amadeus August – Ich schenk’ dir meine Zärtlichkeit - Björn + Benny, Agnetha + Anni-Frid – People Need Love - Michael Schanze – Oh wie wohl ist mir | - Janina Richter |
| 25  | 3. Februar 1973               | - Les Humphries Singers – Mama Loo - Jürgen Marcus – Ein Festival der Liebe - Slade – Gudbuy t’Jane (Top of the Pops) - Lena Valaitis – Lächeln ist der Weisheit letzter Schluss - Tony Christie – I Did What I Did for Maria - Tony Christie – Is This the Way to Amarillo? - Tony Christie – Don’t Go Down to Reno - Tony Christie – Avenues and Alleyways - Adamo – Gwendolina - Hollies – Magic Woman Touch - Julio Iglesias – Wenn ein Schiff vorüberfährt - T. Rex – Solid Gold Easy Action (Top of the Pops) - Les Humphries Singers – I’m from the South | - Janina Richter |
| 26  | 3. März 1973                  | - Vanity Fare – Rock and Roll Is Back - Rex Gildo – Fiesta Mexicana - The Osmonds – Crazy Horses - 2 plus 1 – Zjechaliśmy kapelą (Wir kamen mit der Band) - The Tremeloes – Blue Suede Tie - Vinegar Joe – Whole Lotta Shakin - Wings – Hi Hi Hi - Chris Roberts – Mein Schatz du bist ’ne Wucht - Sweet – Blockbuster (Top of the Pops) - Christian Anders – In den Augen der andern - Kincade – Dreams Are Ten a Penny | - Janina Richter |
| 27  | 31. März 1973                 | - Long Tall Ernie & The Shakers – Kiss Me Baby - Freddy Breck – Bianca - David Cassidy – Rock Me Baby - Windows – Alright, Okay, I Love You - Gilbert O’Sullivan – Get Down - Bonnie St. Claire – Klopf an bei mir - Albert Hammond – It Never Rains in Southern California (Top of the Pops) - Chris Montez – Let’s Dance - Bernd Clüver – Der Junge mit der Mundharmonika - Middle of the Road – Yellow Boomerang | - Janina Richter |
| 28  | 28. April 1973                | - Thin Lizzy – Whiskey in the Jar - Cindy & Bert – Immer wieder sonntags - Alice Cooper – Hello Hurray - Demis Roussos – Goodbye My Love Goodbye - The Tumbleweeds – Wabash Cannonball - Elton John – Daniel - Michael Holm – Mendocino - Slade – Cum On Feel the Noize (Top of the Pops) - Monica Morell – Bitte glaub’ es nicht - Strawbs – Part of the Union | - Janina Richter |
| 29  | 26. Mai 1973                  | - Clambake – River Deep – Mountain High - Danyel Gérard – Ich komm wieder Isabella - T. Rex – 20th Century Boy (Top of the Pops) - Marie Laforêt – Viens, viens - Daniel Boone – Sunshine Lover - Island Skiffle Tramps – Banks of the Ohio - Island Skiffle Tramps – Gloryland - Casey Jones & the Governors – Jack the Ripper - Cliff Richard – Power to All Our Friends - Anne-Marie David – Du bist da - Mocedades – Eres tú - Tony Marshall – …und in der Heimat                                                                                            | - Janina Richter |
| 30  | 23. Juni 1973                 | - Shocking Blue – Oh Lord - Karel Gott – Es wird schon weitergeh’n - Donny Osmond – The Twelfth of Never - Phil & John – Marina - Bourbon Family – Tiger by the Tail - Katja Ebstein – Das Lied meines Lebens - Katja Ebstein – Der Stern von Mykonos - Trevor James – Lilly la lune - Ireen Sheer – Goodbye Mama - Sweet – Blockbuster - Sweet – Hell Raiser - Heino – Tampico | - Janina Richter |
| 31  | 21. Juli 1973                 | - The Tremeloes – Ride On - Rebekka – Schön ist jeder Tag der Liebe - Alice Cooper – No More Mr. Nice Guy - Wolfgang – Sing mit mir ein Hallelujah - Millie – My Boy Lollipop - Ricky Shayne – (Sittin’ On) The Dock of the Bay - Love Generation – Morning of my Life - Dawn – Tie a Yellow Ribbon - Michael Holm – My Lady of Spain - Oliver Onions – Flying Through the Air - Daisy Door – Straße der Vergangenheit | - Janina Richter |
| 32  | 25. August 1973               | - 10cc – Rubber Bullets - Peter Rubin – Wir zwei fahren irgendwo hin - Wizzard – See My Baby Jive - Jürgen Drews – Zeit ist eine lange Straße - Suzi Quatro – Can the Can - Albert Hammond – The Free Electric Band - Medicine Head – One and One Is One - Nina & Mike – Rund um die Welt geht das Lied der Liebe - The Rolling Stones – Angie - Marianne Rosenberg – Lass dir Zeit - Kincade – Do You Remember Marilyn | - Janina Richter - Wolfgang |
| 33  | 22. September 1973 (IFA 1973) | - Les Humphries Singers – Kentucky Dew - Julio Iglesias – Und das Meer sing sein Lied - Middle of the Road – Kailakee Kailako - Bernd Clüver – Der kleine Prinz - Albert Hammond – The Free Electric Band - Jürgen Marcus – Schmetterlinge können nicht weinen - Daliah Lavi – Let the Love Grow - Les Humphries Singers – Carnival | - Janina Richter - Love Generation - Nicki Doff                                                                                           |
| 34  | 27. Oktober 1973              | - Cherrie Vangelder-Smith – Goodbye (Guitarman) - Tony Marshall – Junge, die Welt ist schön - Sweet – The Ballroom Blitz - Christian Anders – Das Schiff der großen Illusionen - Mungo Jerry – Alright, Alright, Alright - Adamo – Rosalie, c’est la vie - John Kincade – Hell wie die Sonne - Bobbie McGee – Rock and Roll People - Udo Jürgens – Der Teufel hat den Schnaps gemacht | - Hansi Kraus - Hans-Joachim Rauschenbach - Renata Romana - Martin Jente - Armin Decker und seine Original Münchner Hofbräuhaus Blasmusik |
| 35  | 24. November 1973             | - Barry Blue – Dancin’ on a Saturday Night (Aufnahme verloren im ZDF-Archiv) - Deutsche Fußball Weltmeistermannschaft 1954 – Schwarz und weiß - Chris Roberts – Marlena - Suzi Quatro – 48 Crash - Donny Osmond – Young Love - Ireen Sheer – Und wenn die Sonne scheint - Lobo – Me and You and a Dog Named Boo - Lobo – I’d Love You to Want Me - Vicky Leandros – Auf Wiederseh’n ihr Freunde mein | - Manuela - Tina Eilers - Hans Richter |
| 36  | 22. Dezember 1973             | - Golden Earring – Radar Love - Séverine – Jetzt geht die Party richtig los - Medicine Head – Rising Sun - Costa Cordalis – Carolina, komm - Slade – My Friend Stan - Peter Maffay – Lieder, Freunde und Wein - Gavin du Porter – In Pasadena - Michael Holm – Baby du bist nicht alleine - Kincade – Big Hand for Annie | - Lisa Fitz - Heidi Kabel - Belinda - Dieter Thomas Heck - Disco-Team                                                                     |

## 1974
| Nr. | Datum                    | Künstler – Lied | Sketchgäste                                                                                  |
| --- | ------------------------ | --- | -------------------------------------------------------------------------------------------- |
| 37  | 5. Januar 1974           | - Truck Stop – Orange Blossom Special - Peter Orloff – Lass die Liebe Sieger sein - Gilbert O’Sullivan – Ooh Baby - Gunter Gabriel – Er ist ein Kerl - Status Quo – Caroline - Albert Hammond – The Peacemaker - Nina & Mike – Fahrende Musikanten - Les Humphries Singers – Kansas City | - Joseline Gassen - Willy Millowitsch - Kurt Pratsch-Kaufmann                                |
| 38  | 2. Februar 1974          | - Gary Glitter – I Love, You Love, Me Love - Bata Illic – Schwarze Madonna - The James Boys – Hello Hello - Elfi Graf – Herzen haben keine Fenster - Rex Gildo – Der Sommer ist vorbei - Suzi Quatro – Daytona Demon - Julio Iglesias – Alle Liebe dieser Erde - Nazareth – This Flight Tonight | - Friedrich Schönfelder - Lotti Krekel - The Les Humphries Singers - Narrhalla Nürnberg e.V. |
| 39  | 2. März 1974             | - Mott the Hoople – Roll Away the Stone - Dan the Banjo Man – Dan the Banjo Man - Sweet – Teenage Rampage (Musikvideo) - Danyel Gérard – Ti-lai-lai-li - Alvin Stardust – My Coo Ca Choo - Barry Blue – Do You Wanna Dance - Ike & Tina Turner – Nutbush City Limits - Jürgen Marcus – Irgendwann kommt jeder mal nach San Francisco - Gilbert O’Sullivan – Happiness Is Me and You - Gilbert O’Sullivan – Who Knows, Perhaps Maybe | - Wolfgang Völz                                                                              |
| 40  | 13. April 1974           | - Paola – Capri-Fischer - John Kincade – Till I Kissed You - Suzi Quatro – Devil Gate Drive (Musikvideo) - Christian Anders – Einsamkeit hat viele Namen - Tanya Tucker – What’s Your Mama’s Name - Nick MacKenzie – Juanita - Katja Ebstein – Ein Indiojunge aus Peru - Albert Hammond – I’m a Train - Cindy & Bert – Spaniens Gitarren - Marc Bolan – Teenage Dream | - Michael Schanze                                                                            |
| 41  | 11. Mai 1974             | - Old Merry Tale Jazzband – Ice Cream - Ricky Shayne – Jeder Tag bringt mich näher zu dir - Mud – Tiger Feet - Peter Maffay – Einer muss gehen - The Swinging Blue Jeans – Hippy Hippy Shake - Inga & Wolf – Auf ein Bier - Hank Lorraine & Bullfrog – Me and Bobby McGee - Hank Lorraine & Bullfrog – Folsom Prison Blues - Chris Roberts – Du kannst nicht immer 17 sein - Alvin Stardust – Jealous Mind | - Janina Richter - Love Generation                                                           |
| 42  | 8. Juni 1974             | - Middle of the Road – Rockin’ Soul - Udo Jürgens – Geschieden - Leo Sayer – The Show Must Go On - Tony Sheridan – Skinnie Minnie - Tony Sheridan – Whole Lotta Shakin’ Goin’ On - Julio Iglesias – Komm wieder, Madonna - Udo Lindenberg & das Panikorchester – Alles klar auf der Andrea Doria? - Santabárbara – Charly - Michael Holm – Nur ein Kuss Maddalena - Charlie Rich – The Most Beautiful Girl - Vicky Leandros – Theo, wir fahr’n nach Lodz | - Katja Ebstein - Christian Bruhn                                                            |
| 43  | 6. Juli 1974 (Rückblick) | - Les Humphries Singers – Mexico - Rex Gildo – Fiesta Mexicana - Tony Marshall – Junge, die Welt ist schön - Heino – Blau blüht der Enzian - Suzi Quatro – Can the Can - Freddy Breck – Bianca - Phil & John – Marina - Bata Illic – Michaela - Gilbert O’Sullivan – Get Down - Jürgen Marcus – Ein Festival der Liebe - Bernd Clüver – Der Junge mit der Mundharmonika - Cindy & Bert – Immer wieder Sonntags - Sweet – Hell Raiser - Heino – Tampico - Julio Iglesias – Wenn ein Schiff vorüberfährt - Tony Marshall – … und in der Heimat - Middle of the Road – Yellow Boomerang - Christian Anders – In den Augen der andern - Chris Roberts – Mein Schatz du bist ’ne Wucht - Monica Morell – Ich fange nie mehr was an einem Sonntag an - Albert Hammond – The Free Electric Band - Katja Ebstein – Der Stern von Mykonos - Jürgen Marcus – Schmetterlinge können nicht weinen - Bernd Clüver – Der kleine Prinz - Slade – Mama Weer All Crazee Now - Peter Rubin – Wir zwei fahren irgendwo hin - Demis Roussos – Goodbye My Love Goodbye - Ireen Sheer – Goodbye Mama - Cliff Richard – Power to All Our Friends |                                                                                              |
| 44  | 3. August 1974           | - Mac and Katie Kissoon – Big Hello - Jürgen Marcus – Der Grand-Prix D’amour - ABBA – Waterloo - Marianne Rosenberg – Wären Tränen aus Gold - The Walkers – Oh Lonesome Me - Costa Cordalis – Steig in das Boot heute Nacht Anna Lena - Sweet – The Six-Teens (Musikvideo) - Jutta Weinhold – Cadillac (fahr weg) - The Rubettes – Sugar Baby Love | - Jacob Sisters                                                                              |
| 45  | 31. August 1974          | - Mud – The Cat Crept In - Elke Best – Aber dann war die Party zu Ende - Gary Glitter – Always Yours - Gunter Gabriel – Hey Boss, ich brauch mehr Geld - The Wombles – Remember, You’re a Womble - Drafi Deutscher – Marmor, Stein und Eisen bricht - The Tremeloes – Say O.K. - Tony Marshall – Tätärätätätätä - Gilbert O’Sullivan – A Woman’s Place | - Heinz Schenk                                                                               |
| 46  | 28. September 1974       | - Sparks – This Town Ain’t Big Enough for Both of Us - Cindy & Bert – Aber am Abend, da spielt der Zigeuner - George McCrae – Rock Your Baby - Irena Jarova – Junge Liebe - Stefan Waggershausen – Irgendwann fällt der Regen - Bernhard Brink – Liebe kann man nicht verbieten - Kincade – How Can I Fly? - Rocco Granata – Marina - Suzi Quatro – Too Big - Chris Roberts – Ich mach' ein glückliches Mädchen aus Dir - ABBA – Honey Honey | - Peggy March                                                                                |
| 47  | 26. Oktober 1974         | - Les Humphries Singers – Do You Wanna Rock and Roll? - Gunter & Yvonne Gabriel – Hey, Yvonne - Mud – Rocket - Benny – Zwei wie wir - Karthago – Johnny B. Goode - Ruby Manila – Es waren zwei Königskinder - Albert Hammond – Everything I Want to Do - Jürgen Marcus – Ich hab’ die Liebe nicht erfunden - Gordon Lightfoot – Sundown - Slade – Bangin’ Man | - Elfi Graf                                                                                  |
| 48  | 23. November 1974        | - Sweet – Turn It Down - Peter Maffay – Samstagabend in unserer Straße - Donny & Marie Osmond – I’m Leaving It (All) Up to You - Rentnerband – Hamburger Deern - Su Miriam – Du, du gehst vorüber - Wolfgang Jade – Besucht mich ’mal auf meinem Baum - Alvin Stardust – You, You, You - Michael Holm – Tränen lügen nicht - The First Class – Beach Baby - Howard Carpendale – Du fängst den Wind niemals ein - The Rubettes – Tonight |                                                                                              |
| 49  | 21. Dezember 1974        | - John Kincade – When - Bernd Clüver – Bevor du einschläfst - George McCrae – I Can’t Leave You Alone - Stefan Hallberg – Ich bin besessen von dir - Christiane Weiss – Wenn ein Traum zu Ende geht - Timmy – Ich hoffe, es verkauft Millionen - Freddy Quinn – Heimweh - Freddy Quinn – Die Insel Niemandsland - Udo Jürgens – Leise rieselt der Schnee und Süßer die Glocken nie klingen (vom Nürnberger Christkindlesmarkt) - Middle of the Road – Bonjour ça va - Carl Douglas – Kung Fu Fighting | - Disco-Team - Marianne Rosenberg                                                            |

## 1975
| Nr. | Datum              | Künstler – Lied | Sketchgäste                                  |
| --- | ------------------ | --- | -------------------------------------------- |
| 50  | 1. Februar 1975    | - Truck Stop – Rip it Up - Costa Cordalis – Santa Marina del mare, adieu - Slade – Far Far Away - Lerryn – Der Sänger mit den besseren Liedern - Michael Schanze – Du hast geweint - Bachman-Turner Overdrive – You Ain’t Seen Nothing Yet - Udo Jürgens – Griechischer Wein - Udo Jürgens – Ein ehrenwertes Haus - ABBA – So Long                                                                                       | - Vico Torriani                              |
| 51  | 1. März 1975       | - Carl Douglas – Dance the Kung Fu - Gitte – So schön kann doch kein Mann sein - Billy Swan – I Can Help - Frank Zander – Ich trink’ auf dein Wohl, Marie - David Essex – Gonna Make You a Star - Katja Ebstein – Es war einmal ein Jäger - Status Quo – Down Down - Christian Anders – Wer liebt hat keine Wahl - The Rubettes – Juke Box Jive                                                                          | - Dunja Rajter                               |
| 52  | 29. März 1975      | - Dennie Christian – Rosamunde - Randy Pie – Highway Driver - Jasmine Bonnin – Straßen unserer Stadt - Carpenters – Please Mr. Postman - Albert Hammond – It Never Rains in Southern California - Albert Hammond – New York City Here I Come - Ulrich Roski – Des Pudels Kern - Gloria Gaynor – Never Can Say Goodbye - Jürgen Marcus – Ein Lied zieht hinaus in die Welt - Linda & the Funky Boys – Shame, Shame, Shame | - Bata Illic                                 |
| 53  | 26. April 1975     | - Ralph McTell – Streets of London - Tina York – Wir lassen uns das Singen nicht verbieten - Sweet – Fox on the Run (Musikvideo) - Marius Müller-Westernhagen – Taximann - Kiki Dee – I’ve Got the Music in Me - Howard Carpendale – Deine Spuren im Sand - Bachman-Turner Overdrive – Roll On Down the Highway - Mary Roos – Eine Liebe ist wie ein Lied - Telly Savalas – If - Fox – Only You Can                      | - Telly Savalas                              |
| 54  | 24. Mai 1975       | - Teach-In – Ding-a-dong - Cindy & Bert – Ich suche einen Schatz - Barry Manilow – Mandy - Stefan Waggershausen – Hollywood sieht anders aus am Morgen - ABBA – I Do, I Do, I Do, I Do, I Do - Monica Morell – Danny, mein Freund - Gunter Gabriel – Mit dem Hammer in der Hand - Labelle – Lady Marmalade - Udo Lindenberg & das Panikorchester – 0-Rhesus negativ - The Rubettes – I Can Do It                         |                                              |
| 55  | 5. Juli 1975       | - George Baker Selection – Paloma Blanca - Demis Roussos – Schön wie Mona Lisa - Peter, Sue & Marc – In den Straßen von Belfast - Costa Cordalis – Es stieg ein Engel vom Olymp - David Cassidy – Get It Up for Love - Marianne Rosenberg – Er gehört zu mir - Kenny – Fancy Pants | - Les Humphries Singers                      |
| 56  | 2. August 1975     | - Mud – Oh Boy - Christian Anders – Wenn die Liebe dich vergisst - Billy Swan – Don’t Be Cruel - Mike Krüger – Mein Gott Walter - Mike Krüger – Sie trägt ’nen Faltenrock - Gilbert O’Sullivan – I Don’t Love You But I Think I Like You - Lars Berghagen – Es war einmal eine Gitarre - Bay City Rollers – Bye Bye Baby                                                                                                 | - Les Clochard                               |
| 57  | 13. September 1975 | - Hank the Knife and the Jets – Guitar King - Adam & Eve – Du gehst fort - Sweet – Action (Musikvideo) - Olga Garcia – Spiel Castellano - Roland Kaiser – Bevor die nächste Träne fällt - Albert Hammond – Down by the River - Vicky Leandros – Ja, ja, der Peter, der ist schlau - The Rubettes – Foe Dee Oh Dee | - Albert Hammond - Love Generation           |
| 58  | 4. Oktober 1975    | - Les Humphries Singers – Family Show - Michael Schanze – Hell wie ein Diamant - Original Drifters Caravan – Take Me Home - Penny McLean – Lady Bump - Peter Petrel – Acker du - Freddy Breck – Der große Zampano - Nina & Mike – Paloma Blanca - I Santo California – Tornerò | - Family Tree                                |
| 59  | 8. November 1975   | - Alain Barrière & Noëlle Cordier – Tu t’en vas - Bata Illic – Ich hab’ noch Sand in den Schuhen aus Hawaii - Los Bravos – Black Is Black - Demis Roussos – Vagabund der Liebe - Bay City Rollers – Give a Little Love - Peter Maffay – Josie - Juliane Werding – Wenn du denkst, du denkst, dann denkst du nur, du denkst - Rod Stewart – Sailing                                                                       | - Dorthe Kollo - Ireen Sheer - Lena Valaitis |
| 60  | 6. Dezember 1975   | - 5000 Volts – I’m on Fire - Chris Roberts – Du sag einfach, du - Smokie – If You Think You Know How to Love Me - Gunter Gabriel – Komm’ unter meine Decke - Billy Swan – Everything’s the Same - Cindy & Bert – Wenn die Rosen erblüh’n in Malaga - Hello – New York Groove - Michael Holm – Wart’ auf mich - ABBA – S.O.S.                                                                                             | - Nicki Doff - Disco-Team                    |

## 1976
| Nr. | Datum                       | Künstler – Lied | Sketchgäste                                                              |
| --- | --------------------------- | --- | ------------------------------------------------------------------------ |
| 61  | 3. Januar 1976              | - Love Generation – Sie kommt noch heut - Harpo – Moviestar - Marianne Rosenberg – Ich bin wie du - George Baker Selection – Morning Sky - Jürgen Marcus – Auf dem Karussell fahren alle gleich schnell - Rex Gildo – Der letzte Sirtaki - Howard Carpendale – …und ich warte auf ein Zeichen - Howard Carpendale – Da Do Run Run - Kenny – Julie Anne | - Elke Sommer - Rudi-Bohn-Chor - Die Blauen Jungs vom „Zerstörer Hessen“ |
| 62  | 31. Januar 1976             | - Hank the Knife and the Jets – Stan, the Gunman - Christian Anders – Der letzte Tanz - Smokie – Don’t Play Your Rock ’n’ Roll to Me - Jon „Rasputin“ Symon – Ich wär so gern ein Millionär - Mud – L’L’Lucy - Silver Convention – Fly Robin Fly - Adamo – Leih mir eine Melodie - Showaddywaddy – Heartbeat | - Telly Savalas                                                          |
| 63  | 28. Februar 1976            | - Bay City Rollers – Money Honey - Costa Cordalis – Shangri-la - The Rubettes – Little Darling - Tony Marshall – Vom Hofbräuhaus zur Reeperbahn - Leo Sayer – Let It be - Bernd Clüver – Ein fremdes Mädchen - Bernd Clüver – I’m a Believer & Holly Holy (Neil Diamond Medley) - ABBA – Mamma Mia | - Berti Vogts - Maxi Denz                                                |
| 64  | 27. März 1976               | - Long Tall Ernie & The Shakers – Operator, Operator - Frank Farian – Rocky - Middle of the Road – Everybody Loves a Winner - Volker Lechtenbrink – Der Macher - Harpo – Motorcycle Mama - Pussycat – Mississippi - Jürgen Marcus – Kommt mit auf die Sonnenseite der Straße - Sailor – Glass of Champagne | - Hans-Walter Kramski - Marianne Rosenberg                               |
| 65  | 24. April 1976              | - Hot Chocolate – You Sexy Thing - Chris Roberts – Do You Speak English? - Donna Summer – Love to Love You Baby - Michael Holm – Lady Love - Brotherhood of Man – Save Your Kisses for Me - Cat Stevens – Morning Has Broken - Cat Stevens – Banapple gas - Lena Valaitis – Ein schöner Tag | - Hanni Vanhaiden                                                        |
| 66  | 22. Mai 1976                | - Slik – Forever and Ever - Benny – Amigo Charly Brown - Tina Charles – I Love to Love - Juliane Werding – Man muss das Leben eben nehmen wie das Leben eben ist - The Lords – Poor Boy - Bob Dylan – Hurricane Part I (Fortsetzung Ausgabe 68) - Mike Krüger – Na denn - Maggie Mae – Applaus für ein total verrücktes Haus - Penny McLean – 1-2-3-4… Fire! | - Andrea Rau                                                             |
| 67  | 19. Juni 1976               | - Kenny – Hot Lips - Michael Schanze – Nie mehr - Casey Jones & the Governors – Don’t Ha Ha - Costa Cordalis – Die Blumen der Nacht - Barbara Dickson – Driftaway - Bellamy Brothers – Let Your Love Flow - Nico Haak – Schmidtchen Schleicher - Pussycat – Georgie | - Lena Valaitis                                                          |
| 68  | 17. Juli 1976               | - Silver Convention – Get Up and Boogie - Jürgen Drews – Ein Bett im Kornfeld - The Rubettes – You’re the Reason Why - Bob Dylan – Hurricane Part II - Peter Maffay – Ein Bild kann nicht lachen so wie du - Martin Mann – Rock ’n’ Roll - Vicky Leandros – Tango d’amour - Smokie – Wild, Wild Angels | - Ute Kittelberger                                                       |
| 69  | 14. August 1976 (Rückblick) | - Hank the Knife and the Jets – Guitar King - Peter Maffay – Josie - ABBA – Waterloo - Udo Jürgens – Griechischer Wein - The Rubettes – Juke Box Jive - Michael Holm – Tränen lügen nicht - Albert Hammond – Down by the River - Juliane Werding – Wenn du denkst, du denkst, dann denkst du nur, du denkst - Bay City Rollers – Bye Bye Baby - Howard Carpendale – Deine Spuren im Sand - Carl Douglas – Dance the Kung Fu - Chris Roberts – Du kannst nicht immer 17 sein - Alain Barrière & Noëlle Cordier – Tu t’en vas - Jürgen Marcus – Ein Lied zieht hinaus in die Welt - Santabárbara – Charly - Vicky Leandros – Theo, wir fahr’n nach Lodz - Rod Stewart – Sailing - Gunter Gabriel – Hey Boss, ich brauch mehr Geld - George Baker Selection – Paloma Blanca |                                                                          |
| 70  | 11. September 1976          | - Rudolf Rock & die Schocker – Das ist ’ne Party - Shaun Cassidy – That’s Rock ’n’ Roll - Marianne Rosenberg – Lieder der Nacht - Harpo – Horoscope - Frank Zander – Alles Gute für die Zukunft - Ferrari – Sweet Love - Udo Jürgens – Aber bitte mit Sahne - Rod Stewart – Tonight Is the Night | - Margot Werner                                                          |
| 71  | 9. Oktober 1976             | - Boney M. – Daddy Cool - Christian Anders – Der Brief - Tina Rainford – Silverbird - Wolfgang Petry – Sommer in der Stadt - Don Williams – I’ll Recall a Gypsy Woman - Elke Best – Die Babys krieg’ immer noch ich - Peter Maffay – Und es war Sommer - Hello – Love Stealer | - Marianne Rosenberg - Maxi Denz                                         |
| 72  | 6. November 1976            | - Sutherland Brothers & Quiver – Arms of Mary - Mario Martens – So ein Fußballspieler - ABBA – Dancing Queen - Frank Farian – Spring’ über deinen Schatten, Tommy - David Dundas – Jeans On - Pussycat – Smile - Chris Roberts – Hier ist ein Zimmer frei - ABBA – Money, Money, Money | - Christiane Rücker                                                      |
| 73  | 4. Dezember 1976            | - Suzi Quatro – Tear Me Apart - Bernd Clüver – Lieder, die verklungen sind - David Dundas – Jeans On - Billie Jo Spears – What I’ve Got in Mind - Heino – Die lustigen Holzhackerbub’n - Adriano Celentano – Svalutation - Gunter Gabriel – Willy Klein, der Fernsehmann - Sailor – Stiletto Heels | - Heinz Eckner - Disco-Team                                              |

## 1977
| Nr. | Datum                     | Künstler – Lied | Sketchgäste                                               |
| --- | ------------------------- | --- | --------------------------------------------------------- |
| 74  | 8. Januar 1977            | - George Baker Selection – Silver - Gitte – Happy End - Elton John – Sorry Seems to Be the Hardest Word - Benny – Was geht da vor, hinter Billys Scheunentor - Bellamy Brothers – Satin Sheets - Smokie – Living Next Door to Alice - Peter Orloff – Wilder Wein - Sweet – Lost Angels | - Rosemarie Hegemeier - Heinz Schenk                      |
| 75  | 5. Februar 1977           | - Boney M. – Sunny - Waterloo & Robinson – My, My, My - Chicago – If You Leave Me Now - Jeanne De Rooij – Du bist nicht mein Typ - Costa Cordalis – Anita - Showaddywaddy – Under the Moon of Love - Marianne Rosenberg – Marleen - George Harrison – This Song | - Lou van Burg - Maxi Denz                                |
| 76  | 5. März 1977              | - Johnny Wakelin – Africa Man - Wolfgang Petry – Jeder Freund ist auch ein Mann - Sailor – One Drink to Many - Jürgen Marcus – Die Uhr geht vor – du kannst noch bleiben - John Hartford – Gentle on My Mind - Tame & Maffay – Making It Better - Vicky Leandros – Auf dem Mond da blühen keine Rosen - Bay City Rollers – Yesterdays Hero | - Peter Kraus - Rosemarie Hegemeier                       |
| 77  | 2. April 1977             | - Champagne – Rock ’n’ Roll Star - Bernhard Brink – Liebe auf Zeit - Jeanette – Porque te vas - Frank Zander – Oh Susi - Buster – Love Rules - Roy Black – Ganz in Weiß - Howard Carpendale – Tür an Tür mit Alice - Emmylou Harris – I’ll Be Your San Antone Rose | - Roberto Blanco - Patricia Blanco - Karlheinz Rudolph    |
| 78  | 30. April 1977            | - Brotherhood of Man – Oh Boy - Gunter Gabriel – Papa trinkt Bier - Shaun Cassidy – Da Doo Ron Ron - Crystal Gayle – You’ll Never Miss a Real Good Thing - Beatles Revival Band – Ein harter Tag - Willem – Tarzan ist wieder da - David Dundas – Another Funny Honeymoon - Bay City Rollers – It’s a Game - Bay City Rollers – Rock ’n’ Roll Love Letter | - Boney M. - Brigitte Walbrun - Eberhard Cohrs            |
| 79  | 28. Mai 1977              | - Lude Lafayette's Wolfsmond – Das hat Spaß gemacht - Donatella – Lailola - The Bellamy Brothers – Crossfire - Screaming Lord Sutch – Jack the Ripper - Tommy Overstreet – If Love Was a Bottle of Wine - Mike Krüger – Auf der Autobahn nachts um halb eins - ABBA – Knowing Me, Knowing You - Bonnie Tyler – Lost in France | - Peggy March                                             |
| 80  | 25. Juni 1977             | - Boney M. – Ma Baker - Martin Mann – Weil sie noch nicht mal 16 war - Smiley – Steamhammer Coffee - Jürgen Drews – Barfuß durch den Sommer - Oliver Onions – Orzowei - Pussycat – My Broken Souvenirs - Udo Jürgens – Gefeuert - Smokie – Lay Back in the Arms of Someone | - Maxi Denz - Hanni Vanhaiden - Margot Werner             |
| 81  | 23. Juli 1977 (Rückblick) | - Brotherhood of Man – Save Your Kisses for Me - David Dundas – Jeans On - Pussycat – Mississippi - Bellamy Brothers – Let Your Love Flow - Jürgen Drews – Ein Bett im Kornfeld - Nico Haak – Schmidtchen Schleicher - Tina Charles – I Love to Love - Harpo – Horoscope - Silver Convention – Fly, Robin, Fly - Frank Farian – Rocky - Peter Maffay – Und es war Sommer - Bay City Rollers – Money Honey - Smokie – Don’t Play Your Rock ’n’ Roll to Me - ABBA – Mamma Mia - Udo Jürgens – Aber bitte mit Sahne - Marianne Rosenberg – Lieder der Nacht - Boney M. – Daddy Cool - Sweet – Lost Angels - Sailor – A Glass of Champagne - Lena Valaitis – Ein schöner Tag |                                                           |
| 82  | 20. August 1977           | - John Paul Young – Standing in the Rain - Roy Black – Sand in deinen Augen - Harpo – In the Zum Zum Zummernight - Smokie – It’s Your Life - Michael Holm – Musst du jetzt grade gehen, Lucille - Sweet – Live for Today - Costa Cordalis – Die süßen Trauben hängen hoch - The Hollies – Amnesty | - Oskar (Zeichner)                                        |
| 83  | 17. September 1977        | - Hot Chocolate – So You Win Again - Hoffmann & Hoffmann – Himbeereis zum Frühstück - Baccara – Yes Sir, I Can Boogie - Eddie & the Hot Rods – Do Anything You Wanna Do - Don Williams – Some Broken Hearts Never Mend - The Rubettes – Oh La La - Stefan Hallberg – Hotel California - Baccara – Sorry, I’m a Lady | - Familie Rosenberg - Marianne Rosenberg - Elke Rieckhoff |
| 84  | 15. Oktober 1977          | - Heavy Metal Kids – Delirious - Howard Carpendale – Nimm den nächsten Zug - Tom Petty and the Heartbreakers – Anything That’s Rock ’n’ Roll - Bonnie Tyler – Heaven - Peter Maffay – Andy, Träume sterben jung - Graham Bonnet – It’s All over Now Baby Blue - Didi Zill – Rock ’n’ Roll Made in Germany - Uriah Heep – Lady in Black | - Willy Millowitsch                                       |
| 85  | 12. November 1977         | - Status Quo – Rockin’ All over the World - Udo Lindenberg – Riki Masorati - Leif Garrett – Surfin’ U.S.A. - Kenny Rogers – Lucille - Raffaella Carrà – Liebelei - Laurent Voulzy – Rockollection - Chris Roberts – Wann liegen wir uns wieder in den Armen, Barbara? - Bay City Rollers – Don’t Stop the Music | - Heidi Brühl - Brigitte Mira                             |
| 86  | 10. Dezember 1977         | - Belle Epoque – Black Is Black - Henry Valentino & Uschi – Im Wagen vor mir - Eddie Rabbitt – Rocky Mountain Music - Amanda Lear – Queen of Chinatown - Dead End Kids – Glad All Over - Slade – My Baby Left Me, but That’s Alright Mama - Mireille Mathieu – Nimm noch einmal die Gitarre - Boney M. – Belfast | - Roy Black - Juliane Werding                             |

## 1978
| Nr. | Datum             | Künstler – Lied | Sketchgäste                                        |
| --- | ----------------- | --- | -------------------------------------------------- |
| 87  | 23. Januar 1978   | - Showaddywaddy – Dancin’ Party - Howard Carpendale – Ti amo - Michael Wynn Band – Rock ’n’ Roll Music - Mary Roos – Ich bin Mary und nicht Jane - Smokie – For a Few Dollars More - Martin Mann – Strohblumen - Udo Jürgens – Mit 66 Jahren - Rod Stewart – Hot Legs                                                                                  | - Dieter Hallervorden                              |
| 88  | 20. Februar 1978  | - Rosetta Stone – (If Paradise Is) Half as Nice - Jürgen Drews – Unnahbarer Engel - Bonnie Tyler – It’s a Heartache - Mark Sommer – Dabei weiß die ganze Welt – ich liebe dich - Wings – Mull of Kintyre - Adamo – Klopfe beim Glück an die Tür - John Paul Young – Love Is in the Air - Vicky Leandros – Bye, Bye My Love                             | - Inge Meysel - Maggie Mae                         |
| 89  | 20. März 1978     | - New Triumvirat – The Hymn - Vader Abraham – Das Lied der Schlümpfe - ABBA – Take a Chance on Me - Andrea Jürgens – … und dabei liebe ich euch beide - Baccara – Darling - Uriah Heep – Free Me - Wencke Myhre – Lass mein Knie, Joe - Sweet – Love Is Like Oxygen                                                                                    | - Udo Jürgens                                      |
| 90  | 17. April 1978    | - Eruption – I Can’t Stand the Rain - Costa Cordalis – Ich zeige dir das Paradies - Bee Gees – Stayin’ Alive - Jürgen Marcus – Was hast du heute Abend vor? - Luisa Fernandez – Lay Love on You - Mabel – I’m Only Here to Rock ’n’ Roll for You - Chris Roberts – Du bist mein Mädchen - Suzi Quatro – If You Can’t Give Me Love                      | - Arnold Marquis - Michael Schanze                 |
| 91  | 12. Juni 1978     | - Hot Chocolate – Every 1’s a Winner - Bernhard Brink – Alles braucht seine Zeit - Caro – You Are the Reason - Holger Thomas – Er hat ’ne Punkrockband in Oberhausen - Greg Kihn – Everybody Else - Amanda Lear – Follow Me - Truck Stop – Ich möcht’ so gern Dave Dudley hör’n - Boney M. – Rivers of Babylon                                         | - Katja Ebstein - Chris Howland                    |
| 92  | 10. Juli 1978     | - Dee D. Jackson – Automatic Lover - Lena Valaitis – Oh Cavallo - Sunrise – Call On Me - Francis Goya – Argentina - Smokie – Oh Carol - Sailor – All I Need Is a Girl - Mireille Mathieu – Santa Maria - Cliff Richard – Please Remember Me | - Ursela Monn - Harald Juhnke                      |
| 93  | 4. September 1978 | - The Teens – Gimme Gimme Gimme Gimme Gimme Your Love - Jürgen Marcus – …davon stirbt man nicht - Olivia Newton-John & John Travolta – You’re the One That I Want - Jürgen Drews – Wir ziehn heut’ abend aufs Dach - Don Gibson – Oh Lonesome Me - Marshall Hain – Dancing in the City - Benny – Bin wieder frei - La Bionda – One for You, One for Me | - Brigitte Walbrun - Ireen Sheer - Gavin du Porter |
| 94  | 2. Oktober 1978   | - The Boomtown Rats – Like Clockwork - Andrea Jürgens – Ich zeige dir mein Paradies - Clout – Substitute - Klaus Zufall – Seit du meine Frau bist - Melanie – Oh Boy - Suzi Quatro – The Race Is On - Peter Orloff – Immer wenn ich Josy seh’ - Smokie – Mexican Girl                                                                                  | - Dieter Hallervorden - Willy Millowitsch          |
| 95  | 30. Oktober 1978  | - Luv’ – You’re the Greatest Lover - Wolfgang Petry – Gianna (Liebe im Auto) - Tom Paxton – The Last Thing on My Mind - Rosetta Stone – Sheila - Luisa Fernandez – Give Love a Second Chance - Gebrüder Blattschuss – Kreuzberger Nächte - Bino – Mama Leone - Boney M. – Rasputin                                                                     | - Sepp Maier - Brigitte Walbrun - Penny McLean     |
| 96  | 27. November 1978 | - Baccara – The Devil Sent You to Loredo - Christian Anders – Verliebt in den Lehrer - Canyon – Don’t Join a Rock ’n’ Roll Band - Shaun Cassidy – Hard Love - ABBA – Summer Night City - Fats Domino – Sleeping on a Job - Suzi Quatro & Chris Norman – Stumblin’ In - Udo Jürgens – Superstar - Status Quo – Accident Prone                           | - Bud Spencer - Chris Roberts                      |

## 1979
| Nr. | Datum                               | Künstler – Lied | Sketchgäste                                                                            |
| --- | ----------------------------------- | --- | -------------------------------------------------------------------------------------- |
| 97  | 22. Januar 1979                     | - Red Baron – That Summernight - Gunter Gabriel – Ohne Moos nichts los - Bonnie Tyler – My Guns Are Loaded - Frankie Miller – Darling - Helga Feddersen & Dieter Hallervorden – Du, die Wanne ist voll - Village People – Y.M.C.A. - Wolfgang Ambros – I bin’s ned - Leif Garrett – I Was Made for Dancing - Oliver Onions – Bulldozer | - Elisabeth Volkmann - Gebrüder Blattschuss                                            |
| 98  | 19. Februar 1979                    | - Lilac Angels – Rock & Roll Lady - Cindy & Bert – Darling - The Teens – We’ll Have a Party Tonite ’Nite - Paola – Blue Bayou - R.I.G.A.N. Clan – Fun, Fun, Fun - Bee Gees – Too Much Heaven - Snoopy – No Time for a Tango - Raddato – Meine Annelore liebt Amore - Luv’ – Trojan Horse | - Hans-Walter Kramski - Harald Juhnke                                                  |
| 99  | 26. März 1979                       | - Arabesque – Friday Night - Dschinghis Khan – Dschinghis Khan - Hot Chocolate – I’ll Put You Together Again - Karin Stanek – Ich mag dich so wie du bist - Wallenstein – Charline - Cherry Laine – Catch the Cat - Promises – Baby, It’s You - Udo Jürgens – Rhodos im Regen - Ganymed – It Takes Me Higher | - Antje-Katrin Kühnemann - Helga Feddersen - R.I.G.A.N. Clan                           |
| 100 | 30. April 1979                      | - La Bionda – Baby Make Love - Siw Inger – Komm und spiel mit mir - Patrick Hernandez – Born to Be Alive - Ingrid Peters – Du bist nicht frei - Boney M. – Hooray Hooray It’s a Holi-holiday - Roland Kaiser – War das eine Nacht - Racey – Some Girls - Peter Orloff – Cora komm nach Haus - Blondie – Heart of Glass | - Wim Thoelke - Peggy March - Chris Roberts - Martin Mann - Bata Illic - Lena Valaitis |
| 101 | 28. Mai 1979                        | - Eruption – One Way Ticket - Michael Schanze – Das Mädchen im Spiegel - Dr. Feelgood – Milk and Alcohol - Promises – Let’s Get Back Together - Truck Stop – Take It Easy, altes Haus - Ariane – Boogie Me - Clout – Save Me - Heino – Beim alten Bill in Oklahoma - Milk & Honey mit Gali Atari – Hallelujah | - Barbara Schöne - Karl Dall - Peter Grötzsch                                          |
| 102 | 25. Juni 1979                       | - Exile – You Thrill Me - Demis Roussos – Kinder der ganzen Erde - Ramblers – The Kids Are Back to Rock ’n’ Roll - Volker Lechtenbrink – Der Spieler - Sheila B. Devotion – Seven Lonely Days - Frank Zander – Captain Starlight - Baccara – Body-Talk - Peter Maffay – Auf dem Weg zu mir - Exile – How Could This Go Wrong | - Günter Pfitzmann - Paola Felix                                                       |
| 103 | 23. Juli 1979 (Rückblick)           | - Luv’ – You’re the Greatest Lover - Bino – Mama Leone - Gebrüder Blattschuss – Kreuzberger Nächte - Bonnie Tyler – It’s a Heartache - Status Quo – Rockin’ All over the World - Clout – Substitute - Howard Carpendale – Ti amo - Dee D. Jackson – Automatic Lover - The Teens – Gimme Gimme Gimme Gimme Gimme Your Love - Eruption – I Can’t Stand the Rain - Andrea Jürgens – …und dabei liebe ich euch beide - Suzi Quatro – The Race Is On - Smokie – For a Few Dollars More - Suzi Quatro & Chris Norman – Stumblin’ In - Benny – Bin wieder frei - La Bionda – One for You, One for Me - Uriah Heep – Free Me - John Paul Young – Love Is in the Air - Amanda Lear – Follow Me - Vader Abraham – Das Lied der Schlümpfe - Boney M. – Rivers of Babylon |                                                                                        |
| 104 | 17. September 1979                  | - Nick Straker Band – A Walk in the Park - Boy – Bleib am Ball - Dolly Dots – (Tell It All About) Boys - Bernhard Brink – Frei und abgebrannt - Racey – Boy oh Boy - Chris Roberts – Hals über Kopf verliebt - The Lords – Poor Boy ’79 - Mireille Mathieu – Zuhause wartet Natascha - Dschinghis Khan – Moskau | - Salvatore Adamo - Dunja Rajter - Christian Anders                                    |
| 105 | 5. November 1979                    | - Clout – Under Fire - Howard Carpendale – Nachts, wenn alles schläft - B. A. Robertson – Bang Bang - La Velle – Playgirl - The Buggles – Video Killed the Radio Star - Hervé Vilard – Nein - Roxy Music – Angel Eyes - Jürgen Drews – Du wirst auch ohne mich leben - Peter Frampton – I Can’t Stand It No More | - Gebrüder Blattschuss - Andrea Rau                                                    |
| 106 | 3. Dezember 1979                    | - Orlando Riva Sound – Indian Reservation - Ricky Shayne – Denn er ist ein Spieler - The Teens – 1-2-3-4 Red Light - Waggershausen + Co. KG – Sie ist wieder da - Fern Kinney – Groove Me - Shaun Cassidy – You’re Usin’ Me - Smokie – Babe, It’s Up to You - Ingrid Peters – Nicht zu fassen - Tina Rainford – Never Change a Winning Team | - Elmar Gunsch                                                                         |
| 107 | 31. Dezember 1979 (Silvester-disco) | - Saragossa Band – Zabadak - Gebrüder Blattschuss – Ronnie Rakete, der Discjockey - Amanda Lear – Diamonds - Suzi Quatro – She’s in Love with You - Patrick Hernandez – Disco Queen - Milk & Honey mit Gali Atari – Goodbye New York - Darts – Reet Petite | - Dschinghis Khan - Grit Boettcher - Roberto Blanco - Marlène Charell                  |

## 1980
| Nr. | Datum                     | Künstler – Lied | Sketchgäste                                                     |
| --- | ------------------------- | --- | --------------------------------------------------------------- |
| 108 | 21. Januar 1980           | - Chilly – Come to L. A. - Daniel David – Jenny wird noch heute nacht sterben - Gianna Nannini – America - Racey – Such a Night - Marianne Rosenberg – Sie ist kalt - Rosetta Stone – If You Could See Me Now - Thom Pace – Maybe - Clout – Oowatanite - Boney M. – Bahama Mama | - Helmut Schön                                                  |
| 109 | 25. Februar 1980          | - Luv’ – Ooh, Yes I Do - Peter Kent – It’s a Real Good Feeling - Marianne Faithfull – The Ballad of Lucy Jordan - Dozy, Beaky, Mick & Tich – You’ve Got Me on the Run - Gottlieb Wendehals – Herbert - Andy Gibb – Desire - Susanna – Ich geh meinen Weg allein - Leif Garrett – Memorize Your Number - Goombay Dance Band – Sun of Jamaica | - Wim Thoelke - Dennis Kim - Chris Howland                      |
| 110 | 24. März 1980             | - The Monotones – Mono - Earth & Fire – Weekend - Secret Service – Oh Susie - Bruce Low – Der Feigling des Jahrhunderts - Suzi Quatro – Mama’s Boy - Katja Ebstein – Theater - Tim Curry – I Do the Rock - Mireille Mathieu – Tage wie aus Glas - Smokie – San Francisco Bay | - Baccara                                                       |
| 111 | 28. April 1980            | - Matchbox – Rockabilly Rebel - Vader Abraham – Bier, Bier, Schlümpfe-Bier - Bellamy Brothers – Dancin’ Cowboys - Martin Mann – Memories - Tommi Ohrner – Rock ’n’ Roll in Old Blue Jeans - Volker Lechtenbrink – Leben so wie ich es mag - Gibson Brothers – Que sera mi vida (If You Should Go) - Suzanne Klee – Wenn du nicht weißt wohin - The Teens – Give Me More - Dr. Hook – Sexy Eyes | - Uschi Glas - Goombay Dance Band - Robert Lembke               |
| 112 | 2. Juni 1980              | - Ottawan – D.I.S.C.O. - Karel Gott – Eine Liebe ist viele Tränen wert - Bernie Paul – Angie - Rocky, der Irokese – Ich such ’n Job - Costa Cordalis – Pan - Johnny Logan – What’s Another Year - Elke Best – Mama’s Boy - Dave Dudley – Truck Drivin’ Man - Jennifer Kemp – Hier kommt die Nacht - The Swinging Blue Jeans – You Win Again | - Brigitte Walbrun - Rosemarie Hegemeier - Martin Jente         |
| 113 | 30. Juni 1980 (Rückblick) | - Exile – How Could this Go Wrong - Eruption – One Way Ticket - Patrick Hernandez – Born to Be Alive - Blondie – Heart of Glass - Peter Maffay – Auf dem Weg zu mir - Dschinghis Khan – Dschinghis Khan - Paola – Blue Bayou - Racey – Some Girls - Luv’ – Trojan Horse - Frankie Miller – Darlin’ - Clout – Save Me - Boney M. – Hooray, Hooray, It’s a Holi-Holi-Day - Gebrüder Blattschuss – Kreuzberger Nächte - Helga Feddersen & Dieter Hallervorden – Du, die Wanne ist voll - Suzi Quatro & Chris Norman – Stumblin’ In - Leif Garrett – I Was Made for Dancin’ - The Teens – We’ll Have a Party Tonight ’Nite |                                                                 |
| 114 | 4. August 1980            | - Lipps, Inc. – Funkytown - Bernhard Brink – Fieber - Bobby Bare – Some Days Are Diamonds - Ute Berling – America - Hannes Schöner – Judy’s Café - Matchbox – Midnite Dynamos - Marti Webb – Take That Look off Your Face - Hot Chocolate – No Doubt About It - Bobby Bare – Tequila Sheila | - Harald Juhnke - Rosemarie Hegemeier                           |
| 115 | 1. September 1980         | - Eruption – Go Johnnie Go - Chris Roberts – Wo warst du? - Spider Murphy Gang – Rock ’n’ Roll Rendezvous - Ingrid Peters – Weißt du wo du hingehst? - Secret Service – 10 O’Clock Postman - Gitte – Freu dich bloß nicht zu früh - Oliver Onions – Santa Maria - Olivia Pascal – Glad All Over - Stefan Waggershausen – Hallo Engel - Village People – Can’t Stop the Music | - Gottlieb Wendehals - Mary Roos - Martin Mann - Elke Rieckhoff |
| 116 | 27. Oktober 1980          | - Chilly – Come Let’s Go - Michael Holm – Leb wohl - Dolly Dots – Hela-di-ladi-lo - Chris LeDoux – Country Star - Speedy – Willy Is Back - Roland Kaiser – Santa Maria - The Teens – Never Gonna Tell No Lie to You - Leo Sayer – More Than I Can Say - Peter Maffay – Rock & Roll | - Ulrike von Möllendorff                                        |
| 117 | 24. November 1980         | - The Piranhas – Tom Hark - Cindy & Bert – Nenn es Liebe - Shakin’ Stevens – Marie, Marie - Goombay Dance Band – Eldorado - Kelly Marie – Feels Like I’m in Love - Peter Kent – For Your Love - Racey – Runaround Sue - Peter Orloff – Ich steig’ aus - Precious Wilson – Cry to Me - Roxy Music – Oh Yeah | - Rainer Holbe - Uschi Glas - Elke Rieckhoff                    |
| 118 | 22. Dezember 1980         | - GB-Band – When Will I Be Loved - Peter Maffay – Über sieben Brücken mußt du gehn - Robert Palmer – Johnny & Mary - Marianne Rosenberg – Ich hab’ auf Liebe gesetzt - Mustang – Man on the Radio - Chris Roberts – Hörst du, sie spielen unser Lied - Amanda Lear – Solomon Gundie - Bernie Paul – In Dreams - Paola – Der Teufel und der junge Mann - Panoptikum – Hall of Fame |                                                                 |

## 1981
| Nr. | Datum              | Künstler – Lied | Sketchgäste                                                |
| --- | ------------------ | --- | ---------------------------------------------------------- |
| 119 | 16. Februar 1981   | - Arabesque – Marigot Bay - Sechserpack – Zwei Flaschen Bier - Caro – Wanderlust - The Stripes – Tell Me Your Name - Claus Mathias – Wenn einer ihr ans Leder geht - Bonnie Tyler – Goodbye to the Island - Jona Lewie – Stop the Cavalry - ABBA – Super Trouper - John Cougar – This Time - Barclay James Harvest – Life Is for Living                                              | - Elke Rieckhoff                                           |
| 120 | 23. März 1981      | - Chilly – Johnny Loves Jenny - Frank Duval – Angel of Mine - Susan Fassbender – Twilight Café - Spider Murphy Gang – Mit ’nem Frosch im Hois - Timothy Touchton – Daddy Was a Boxer - Hanne Haller – Samstag Abend - Speedy – Much Too Young to Rock ’n’ Roll - Ellen Foley – My Shuttered Palace (Sons of Europe) - Secret Service – Ye-Si-Ca - Weltons – Down at Shorty’s Place   | - Elke Rieckhoff - Paul Kuhn - Fritz Wepper                |
| 121 | 18. Mai 1981       | - Racey – Shame - Die Schlümpfe – Willi, Willi - Shakin’ Stevens – This Ole House - Kim Wilde – Kids in America - Bernhard Brink – Dich vergess’ ich nie - Spliff – Rock ’n’ Roll Refugee - Chas & Dave – Rabbit - Volker Lechtenbrink – Ein Indianer kennt keinen Schmerz - Sir Douglas Quintet – Sheila Tequila - Los Angeles – Freedom Around the World                           | - Désirée Nosbusch - Dolly Dollar                          |
| 122 | 22. Juni 1981      | - Tommi Ohrner – 5 O’Clock Rock - Peter Orloff – Die wilden Engel - Gillian Scalici – Talk to You - Steve Bender – 1 and 1 Is 2 - Highway – Put My Name Up in Lights - Stefan Waggershausen – Bitte Herr Doktor - Kim Carnes – Bette Davis Eyes - Bernie Paul – Oh No No - Udo Jürgens – Ich sah nur sie - Boney M. – Malaika                                                        |                                                            |
| 123 | 17. August 1981    | - Lou & the Hollywood Bananas – Time Warp - Howard Carpendale – Wem… - Hot Legs – On the Highway to Chicago - Keith Marshall – Only Crying - Toy – Suspicion - Loretta Goggi – Maledetta primavera - G. G. Anderson – Mama Lorraine - Conny Morin – Johnny liebt Jenny - Max Werner – Rain in May - Goombay Dance Band – Seven Tears                                                 |                                                            |
| 124 | 21. September 1981 | - Arabesque – In for a Penny - Booboo's Heart – Welcome to Australia - Betty Legler – Rock for the Lady - The Pointer Sisters – Should I Do It - Bernd Clüver – Besser ich, als der Kerl von nebenan - Spider – Better Be Good to Me - The Rubettes – I Can’t Give You Up - Katja Ebstein – Wann siehst du mich schon weinen - Peter Griffin – I’ve Lost My Way - Foreigner – Urgent | - Elke Rieckhoff                                           |
| 125 | 19. Oktober 1981   | - Matchbox – Love’s Made a Fool of You - Tony Holiday – Rio - Doll by Doll – Main Travelled Roads - Kirsty MacColl – There’s a Guy Works Down the Chip Shop Swears He’s Elvis - Roland Kaiser – Dich zu lieben - Soft Cell – Tainted Love - Aneka – Japanese Boy - Lonzo – Della und der Dealer - Leif Garrett – Uptown Girl - The Teens – New York                                  | - Ramona Wulf - Janina Richter - Elke Kast - Olivia Pascal |
| 126 | 14. Dezember 1981  | - Revolver – Good Time People - Chris Roberts – Allein - Speedy – Heroes Never Win - Foreigner – Jukebox Hero - Veronika Fischer – Halt mich fest - Bernie Paul – Night After Night - Tim Coons – Rock ’n’ Roll Lullaby - Rachel Sweet – Then He Kissed Me, Be My Baby - Bernhard Brink – Du entschuldige, ich kenn’ dich - Electronica’s – Dance Little Bird                        | - Beatrice Richter - Gabi Hubner - TSV 1860 München        |

## 1982
| Nr. | Datum                                             | Künstler – Lied | Sketchgäste                                     |
| --- | ------------------------------------------------- | --- | ----------------------------------------------- |
| 127 | 4. Januar 1982 gefeiert als 125. Jubiläumssendung | - Nicole – Der alte Mann und das Meer - Peter Cornelius – Du, entschuldige, I kenn’ di - Lo Budget and the Raincoats – Saturday Night - Wolfgang Petry – Ich geh’ mit dir - Al Bano & Romina Power – Sharazan - Volker Lechtenbrink – Ich mag - Los Angeles – 1 United World | - Arnold Marquis - Gabi Hubner                  |
| 128 | 15. Februar 1982                                  | - Helen Schneider – Angry Times - Bata Illic – Malinconia - Alice – Una notte speciale - Inker & Hamilton – Resignation - Chris de Burgh – The Traveller - Stephan Sulke – Die Moral - Katja Ebstein – Ich bereue keinen Augenblick - The Human League – Don’t You Want Me | - Bata Illic - Karin Eickelbaum - Roland Kaiser |
| 129 | 19. April 1982                                    | - Spider Murphy Gang – Schickeria - Chilly – Secret Lies - Claus Mathias – Bin ich niemand? - Barrabas – On the Road Again - Bernhard Brink – Du natürlich - Fabrizio De André – Fiume Sand Creek - Riccardo Fogli – Storie di tutti i giorni - Modern Romance – Ay Ay Ay Ay Moosey - Falco – Der Kommissar | - Martin Jente                                  |
| 130 | 21. Juni 1982                                     | - Bardo – One Step Further - Tony Marshall – Kilimandscharo - Ricchi e Poveri – Made in Italy - Karat – Jede Stunde - Laura Branigan – All Night with Me - Andrea Jürgens – Playa Blanca - Linda Susan Bauer – Playa Blanca - OMD – Maid of Orleans - Hot Chocolate – Girl Crazy - Paul McCartney & Stevie Wonder – Ebony and Ivory - Rocky Sharpe and the Replays – Shout! Shout! (Knock Yourself Out)                       |                                                 |
| 131 | 30. August 1982                                   | - Juan Pardo – Hay que ver - Peter Cornelius – Streicheleinheiten - Hot Shot – Love Is to Love a Lover’s Love - Claudia Mori – Non succedera più - Stefan Waggershausen – Und der Teufel schaut mir über die Schulter - Geraldine – Have I Told You Lately That I Love You? - Charlene – I’ve Never Been to Me - Balder – Schwarzfahr’n - Secret Service – Cry Softly (Time Is Mourning) - Amii Stewart – Great Balls of Fire | - Ulrike von Möllendorff - Abi Ofarim           |
| 132 | 18. Oktober 1982                                  | - Bucks Fizz – Are You Ready? - Sue Schell – Simple Things - Eruption – Joy to the World - Barrabas – The Lion (Don’t Kill the Lion) - Lena Valaitis – Gloria - Yazoo – Don’t Go - Truck Stop – Das gibt’s doch nur in Dallas - Albatros – Es wird Zeit - Dario Farina – Sei la sola che amo - Georg Danzer – Jetzt oder nie - Pink Project – Disco Project                                                                   | - Linda Strangio (Balletttänzerin)              |
| 133 | 22. November 1982                                 | - Dana – I Feel Love Comin’ On - Rex Gildo – Wenn du nicht mehr da bist - Pete Wyoming Bender – Ich habe diese Frau geliebt - Demis Roussos – Follow Me - Al Bano & Romina Power – Tu, soltanto tu - Mireille Mathieu – Vai colomba bianca - Tony Christie – Long Gone - José Feliciano – Samba Pa Ti | - Jürgen Wölffer - Ute Zingelmann               |